# Широм затворених очију
Широм затворених очију (енгл. Eyes Wide Shut) је америчко-британска драма из 1999. заснована на новели Traumnovelle аустријског књижевника Артура Шницлера из 1926. године. Режисер, продуцент и косценариста филма је Стенли Кјубрик којем је ово последњи филм. Снимање је трајало две године, а главне улоге тумаче Том Круз и Никол Кидман.

## Радња
Др Вилијам „Бил” Харфорд и његова супруга Алис живе у Њујорку са ћерком Хеленом. Они присуствују божићној забави коју организује Билов богати пацијент Виктор Зиглер, где се Бил после много година сусреће са Ником Најтингелом, колегом са медицинског факултета који је напустио студије и сада професионално свира клавир. Старији мађарски гост покушава да заведе Алис, а две младе манекенке покушавају да заведу Била. Прекида их његов домаћин, који је имао секс са Менди, младом женом која се предозирала дрогом. Менди се опоравља уз Билову помоћ.
Следеће вечери, док пуше марихуану, Алис и Бил разговарају о својим случајевима непопуштања искушењу. Бил каже Алис да није љубоморан на чињеницу да она привлачи друге мушкарце јер сматра да су жене природно склоне верности. Она затим открива да је током њиховог одмора на Кејп Коду наишла на једног официра и да је толико маштала о њему да је размишљала да напусти Била и њихову ћерку. Бил је узнемирен Алисиним открићем пре него што буде позван у кућу једног пацијента који је управо умро. Избезумљена покојникова ћерка, Мерион, безуспешно покушава да заведе Била.
По одласку, Бил се договара са проститутком по имену Домино. Када почну да се љубе, Алис зове Била телефоном, што га наводи да се предомисли. Он свеједно плаћа Домино и одлази у џез клуб у коме Ник свира. Ник описује предстојећи наступ, где мора да свира клавир са повезом преко очију на догађају на којима се појављују прелепе жене. Све се дешава у мистериозној вили изван Њујорка. Позванима је потребан костим, маска и лозинка. Бил одлази у продавницу костима и нуди власнику Милићу издашну своту новца да изнајми костим. Унутар радње, Милић је бесан када ухвати своју ћерку са двојицом мушкараца.
Бил одлази таксијем до виле коју је помињао Ник. Он даје лозинку и открива да се у вили одвија сексуални ритуал. Једна од маскираних жена га упозорава да је у страшној опасности. Бил је уведен у препуну просторију и мајстор церемоније га тера да скине маску. Жена која је покушала да упозори Била интервенише и инсистира да га искупи, уз неоткривену личну цену. Бил је пуштен уз упозорење да никоме не говори о ономе што је видео.
Бил долази кући, проналази Алис како се смеје у сну и буди је. Она у сузама објашњава сан у којем је имала секс са официром и многим другим мушкарцима и смејала се идеји да је Бил био сведок сцене. Следећег јутра, Бил одлази у Ников хотел. Службеник на шалтеру објашњава да се намодрени и уплашени Ник одјавио неколико сати раније у пратњи двојице мушкараца опасног изгледа. Бил враћа костим, али чини се да је заборавио маску и сазнаје да је Милић продао своју ћерку тинејџерку у сексуално ропство.
Тог поподнева, мучен мислима о својој жени како води љубав са официром, Бил рано напушта ординацију да би се вратио на место оргије. Док стоји на улазној капији, један човек му долази у сусрет и предаје му коверат на његово име. Унутра је анонимно писмо које му даје друго упозорење да их се клони.
Те вечери, Бил зове Мерион, али када се њен вереник јави, спусти слушалицу. Бил одлази у Доминин стан, очигледно желећи да настави своју аферу. Међутим, дочекује га жена која тврди да је Доминина цимерка, Сели. Између Била и Сели постоји очигледна сексуална тензија, али она тада открива да је Домино управо тог јутра добила резултате теста који су показали да је ХИВ позитивна, те Бил одлази.
По изласку из стана, Бил примећује да га прати мистериозни човек. Он види вест да је бивша краљица лепоте умрла од предозирања, те одлази у мртвачницу и идентификује је као Менди. Затим га позива Зиглер, који открива да је био гост у оргији и идентификовао Била преко његове везе са Ником. Зиглер тврди да упозорења тајног друштва имају за циљ само да уплаше Била да не говори о оргији. Међутим, он имплицира да је друштво способно да спроведе своје претње. Бил изражава забринутост и пита за Ников нестанак и Мендину смрт, идентификујући је као маскирану учесницу оргије која се жртвовала за њега. Зиглер инсистира да се Ник безбедно вратио кући у Сијетл, а да је казна била део исте шараде застрашивања и није имала никакве везе са Мендином смрћу. Такође каже да је Менди била зависница која је умрла од другог случајног предозирања дрогом. Бил очигледно не зна да ли Зиглер говори истину о Никовом боравишту или Мендиној смрти, али не говори ништа даље и прихвата његово објашњење.
Враћајући се кући, Бил проналази изнајмљену маску на свом јастуку поред своје жене која спава. Он се расплаче и исприча Алис целу истину о протекла два дана. Следећег јутра иду у божићну куповину са ћерком. Бил се извињава Алис, а Алис размишља да треба да буду захвални што су њихов брак и заједничка љубав преживели. Она сугерише да постоји нешто што треба да ураде „што пре”. Када Бил пита шта, она једноставно одговара да имају секс.

## Улоге
| Глумац         | Улога                    |
| -------------- | ------------------------ |
| Том Круз       | др Вилијам „Бил” Харфорд |
| Никол Кидман   | Алис Харфорд             |
| Сидни Полак    | Виктор Зиглер            |
| Мари Ричардсон | Мерион Нејтансон         |
| Тод Филд       | Ник Најтингејл           |
| Скај ду Монт   | Шандор Савост            |
| Раде Шербеџија | господин Милић           |
| Ванеса Шо      | Домино                   |
| Лили Собијески | Милићева кћерка          |
| Алан Каминг    | службеник у хотелу       |
| Леон Витали    | црвени огртач            |
| Џулијен Дејвис | Менди Керан              |
| Томас Гибсон   | Карл Томас               |

## Спољашње Везе
- Широм затворених очију на веб-сајту  (језик: енглески)